# Slow Joe and the Ginger Accident
 (octobre 2011).
Si vous disposez d'ouvrages ou d'articles de référence ou si vous connaissez des sites web de qualité traitant du thème abordé ici, merci de compléter l'article en donnant les références utiles à sa vérifiabilité et en les liant à la section « Notes et références ».
Slow Joe and the Ginger Accident est un projet musical, né de la rencontre entre l'indien de Goa Joseph Manuel Da Rocha dit Slow Joe et le musicien français Cédric de La Chapelle.

## Biographie
Slow Joe est né le 22 mars 1943 à Bombay. Épris de liberté, Il mène une vie de poète vagabond pendant de nombreuses années, de Delhi à l'ile de Choaro, et vit en marge de la société.
En 2007, Cédric de la Chapelle rencontre Slow Joe à Goa où il fait le guide touristique. Joe a 64 ans et un passé de toxicomane et d’alcoolique mais surtout un talent musical inné et une voix de crooner rare. Cette rencontre fortuite va changer la vie des deux hommes et initier une aventure hors du commun.
Cédric, guitariste de la scène lyonnaise, l'aide à se constituer un répertoire de chansons inédites et forme un groupe autour de lui, The Ginger Accident (basse, batterie, guitare, claviers). Il fait venir Slow Joe en France pour un concert exceptionnel aux Transmusicales de Rennes en 2009.
En 2011, Slow Joe & The Ginger Accident sortent alors leur premier album Sunny Side Up. L'accueil très élogieux de la presse,, les conduisent à une tournée de plus de 150 dates.
En 2014, alors que Slow Joe a 71 ans, un deuxième album sort chez Tôt ou Tard, Lost for Love,. Il reprend Cover me over, un titre de son premier album, cette fois, en duo avec la chanteuse franco-israélienne, Yael Naim.
Slow Joe est décédé à Lyon en mai 2016, alors qu'un troisième album était en voie d'achèvement. Intitulé Let Me Be Gone, il sort à titre posthume en février 2017.

## Discographie
Albums
- 2011 : Sunny Side Up
- 2014 : Lost for Love
- 2017 : Let Me Be Gone

Maxis
- 2010 : Slow Joe Meets The Ginger Accident
- 2011 : Four Leaf Covers

Single
- 2010 : Slow Joe & The Ginger Accident